# Albeta
Albeta ist ein spanischer Ort und eine Gemeinde (municipio) mit 141 Einwohnern (Stand: 2024) im Nordwesten der Provinz Saragossa der Autonomen Region Aragonien.

## Lage
Albeta liegt knapp 75 km (Fahrtstrecke) westnordwestlich der Provinzhauptstadt Saragossa in einer Höhe von etwa 410 m am Río Huecha. 
Das Klima ist gemäßigt bis warm; Regen (ca. 485 mm/Jahr) fällt übers Jahr verteilt.

## Bevölkerungsentwicklung
| Jahr      | 1970 | 1981 | 1991 | 2001 | 2011 | 2021 |
| Einwohner | 225  | 172  | 140  | 121  | 149  | 140  |

## Sehenswürdigkeiten
- Jakobuskirche (Iglesia de Santiago Apóstol) aus dem 16. Jahrhundert

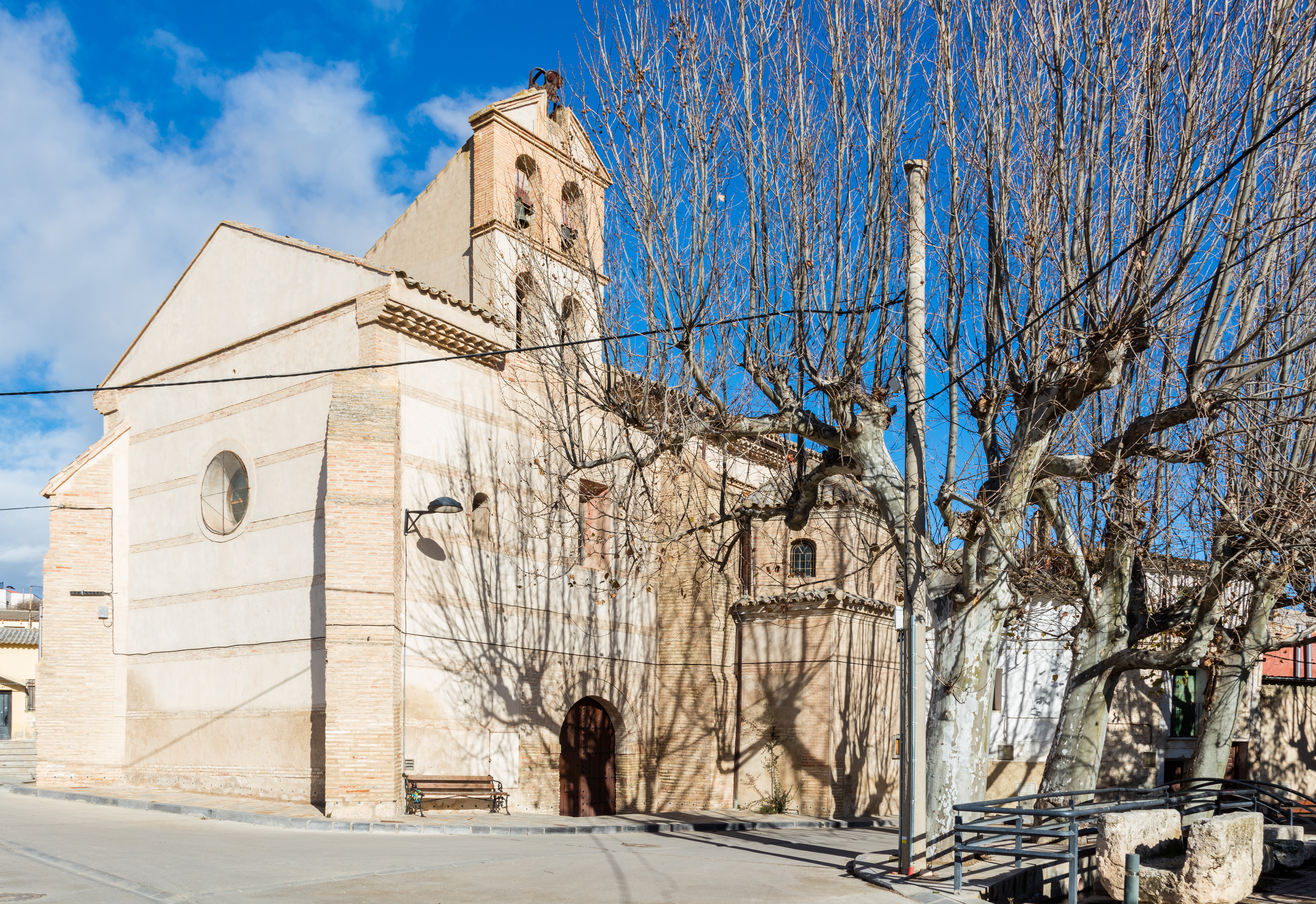
Jakobuskirche